# Unguizetes yemenitica
Unguizetes yemenitica är en kvalsterart som beskrevs av Sandór Mahunka 2000. Unguizetes yemenitica ingår i släktet Unguizetes och familjen Mochlozetidae. Inga underarter finns listade i Catalogue of Life.